# Kamień Jagiełły
Kamień Jagiełły – głaz narzutowy w nurcie Brdy przy zachodnim, prawym brzegu rzeki, niedaleko osiedla Rudzki Most i około 300 m od drogi wojewódzkiej nr 240 w rezerwacie przyrody Dolina Rzeki Brdy na terenie Tucholskiego Parku Krajobrazowego.
Jest to bardzo rzadki kwarcyt z żyłą łupku biotytowego – granit rapakiwi, pomnik przyrody o stożkowatym kształcie zwróconym ku górze. Obwód wynosi 7,8 m, długość 2,5 m. Kamień ten jest popularną atrakcją spływów kajakowych na Brdzie oraz „Szlaku Jagiełły”. W pobliżu głazu (wzdłuż lewego brzegu rzeki Brdy) przebiega pieszy , szlak „Brdy”: Konarzyny – Bydgoszcz.